# Willy Mirtschin
Willy Mirtschin (* 23. Juli 1912 in Burkersdorf bei Zittau; † 6. Juni 1979 in Bautzen) war ein deutscher Kommunist.

## Leben
Mirtschin wuchs bei seinem Pflegevater, dem sächsischen SPD-Funktionär Paul Nedwig auf. Nach dem Besuch der Volksschule und der Höheren Handelsschule wurde Mirtschin 1928 Mitglied der sozialistischen Arbeiterpartei und des Sozialistischen Jugendverbandes. 1931 wurde er Mitglied der KPD. Bis zu seiner Verhaftung 1933 war er Unterbezirkssekretär des Kommunistischen Jugendverbandes Deutschland in Bautzen.
Im August 1945 wurde er von der KPD Bautzen mit der Organisation des Antifaschistischen Jugendausschusses beauftragt, war danach Kreisvorsitzender der FDJ in Bautzen, Bezirksinstrukteur der FDJ im Bezirk Oschatz, sowie 1948 1. Sekretär der FDJ-Gebietsorganisation in der Wismut. Später war er als Oberstleutnant von Mai 1959 bis Januar 1960 Stellvertreter des Chefs des Kommandos des Militärbezirkes III in Leipzig. Nach seinem Dienst in der NVA war er als Sekretär des Rates der Stadt Bautzen tätig.
In Bautzen war das Jugendkulturhaus an der Steinstraße, das heutige Steinhaus, von 1982 bis 1990 nach Willy Mirtschin benannt.